# 常德路 (上海)

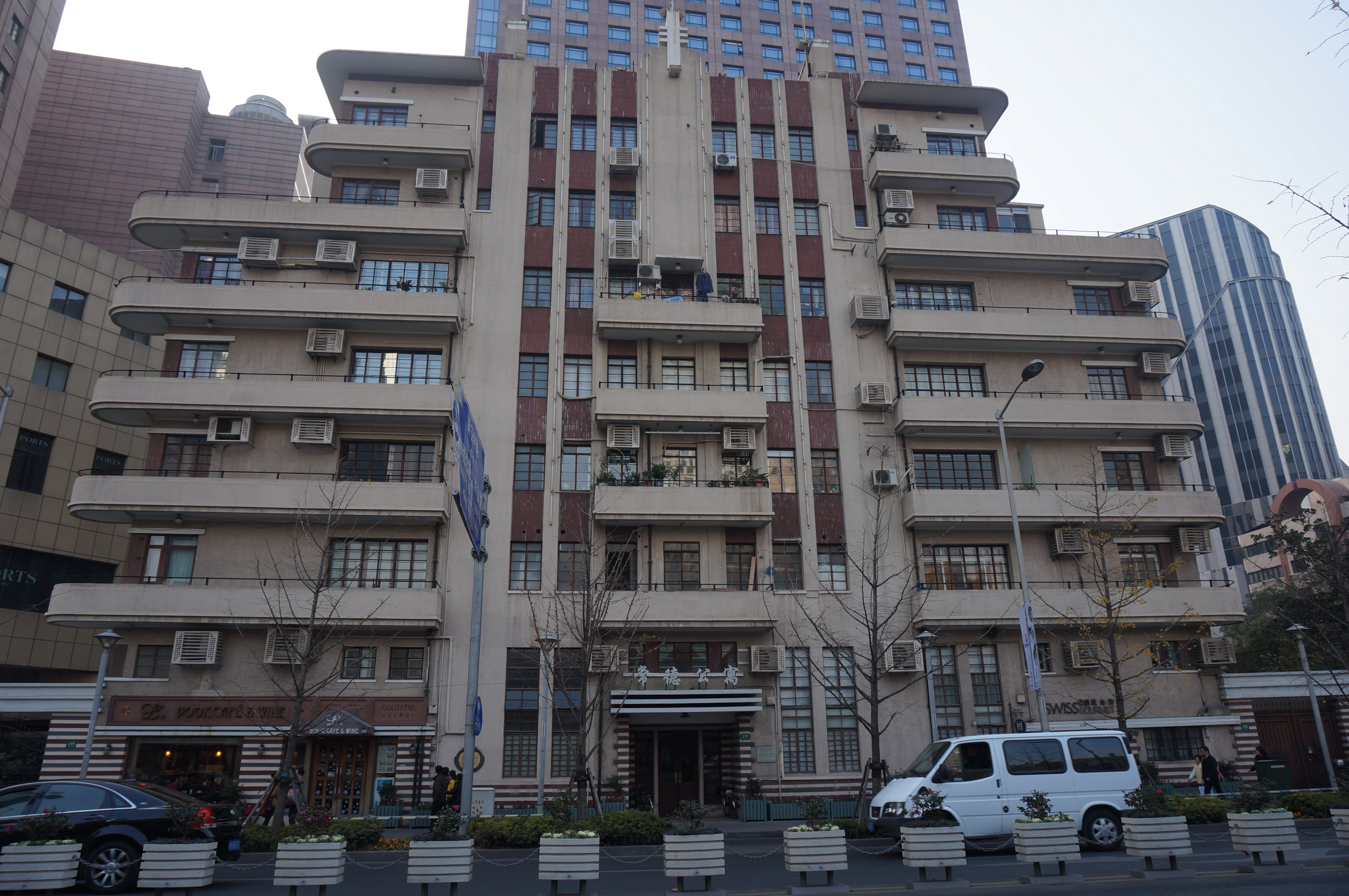
位于常德路上的常德公寓

常德路位于上海市静安区，在20世纪初－1943年之间名为赫德路（Hart Road）。该路分为两段：南段南起延安中路（原“福煦路”），北至安远路（原名“槟榔路”）；北段南起新会路（原名“马白路”），北至苏州河。全长2811米。上海轨道交通7号线的静安寺站、昌平路站和长寿路站均在常德路周边。

## 历史
1899年，上海公共租界大规模拓展后，该路所在地被划入界内。在1914年以前公共租界工部局已经修成此路。沿路为住宅区。1943年，汪精卫政府接收上海公共租界，将此路以湖南省地名常德改名为常德路。1985年1月，普陀区人民政府决定彻底改建药水弄。计划拓宽常德路和宜昌路，埋设水、电、煤气等管网，动迁居民3581户，大小单位75个。

## 沿路建筑
- 常德路1号——璞丽酒店
- 常德路195号——常德公寓（原爱林登公寓），张爱玲曾长期住在此处，建于1936年
- 常德路418号——上海佛教居士林（觉园）
- 北京西路1510号（常德路北京西路口）——纪氏花园（静安区文化局），陈咏仁住宅，建于1929年
- 常德路1328弄3号——沪西清真寺

## 交汇道路
- 延安中路（福煦路）
- 安义路（安南路）
- 南京西路（静安寺路）
- 愚园路
- 北京西路（爱文义路）
- 新闸路
- 武定路
- 康定路（康脑脱路）
- 昌平路
- 余姚路（新加坡路）
- 安远路（槟榔路）
- 新会路（马白路）
- 长寿路（劳勃生路）
- 澳门路
- 宜昌路